# Panaimarathupatti
Panaimarathupatti (o Panamrathupatty) è una suddivisione dell'India, classificata come town panchayat, di 8.051 abitanti, situata nel distretto di Salem, nello stato federato del Tamil Nadu. In base al numero di abitanti la città rientra nella classe V (da 5.000 a 9.999 persone).

## Geografia fisica
La città è situata a 11° 35' 05 N e 78° 10' 37 E.

## Società

### Evoluzione demografica
Al censimento del 2001 la popolazione di Panaimarathupatti assommava a 8.051 persone, delle quali 4.117 maschi e 3.934 femmine. I bambini di età inferiore o uguale ai sei anni assommavano a 1.047, dei quali 609 maschi e 438 femmine. Infine, coloro che erano in grado di saper almeno leggere e scrivere erano 4.868, dei quali 2.804 maschi e 2.064 femmine.